# À chacun sa vie
Pour plus de détails, voir Fiche technique et Distribution.
À Chacun sa vie (Amarilly of Clothes-Line Alley) est un film muet américain réalisé par Marshall Neilan, sorti en 1918.

## Synopsis
Dans Clothes-Line Alley, Terry McGowen courtise Amarilly Jenkins, une vendeuse de cigarettes. Lorsque le riche sculpteur Gordon Phillips est blessé lors d'une bagarre dans le café où elle travaille, Amarilly l'emmène chez elle, où sa mère, une blanchisseuse irlandaise, soigne ses blessures. Pour la remercier, il engage Amarilly pour faire le ménage de son atelier. La tante de Gordon, Mme Stuyvesant Phillips, espérant faire avec Amarilly une expérience sociale, emmène la jeune femme dans sa magnifique maison. Mme Phillips réalise avec consternation que Gordon est en train de tomber amoureux d'Amarilly. Pour illustrer la folie de cette alliance, Mme Phillips invite toute la famille Jenkins pour le thé, au cours duquel Mme Jenkins danse une gigue avec le maître d'hôtel. Amarilly et Gordon se rendent compte qu'ils ne sont pas faits l'un pour l'autre, et Amarilly retourne vers Terry et un vrai bonheur. 

## Fiche technique
- Titre original : Amarilly of Clothes-Line Alley
- Titre français : À Chacun sa Vie
- Réalisation : Marshall Neilan
- Assistant : Nat G. Deverich
- Scénario : Frances Marion, d'après le roman Amarilly of Clothes-Line Alley de Belle Kanaris Maniates
- Direction artistique : Wilfred Buckland
- Photographie : Walter Stradling
- Production exécutive : Adolph Zukor (non crédité)
- Société de production : Mary Pickford Film Corporation
- Société de distribution :  Famous Players-Lasky Corporation
- Pays de production :  États-Unis
- Langue originale : anglais
- Format : Noir et blanc — 35 mm — 1,37:1 — Muet
- Genre : Comédie
- Durée : 67 minutes
- Dates de sortie :
  - États-Unis : 11 mars 1918
  - France : 28 février 1919[1]
- Licence : domaine public

## Distribution
- Mary Pickford : Amarilly Jenkins
- William Scott : Terry McGowen
- Norman Kerry : Gordon Phillips
- Ida Waterman : Mme Stuyvesant Phillips
- Margaret Landis : Colette King
- Kate Price : Mme Jenkins
- Tom Wilson : Boscoe McCarty
- Fred Goodwins : Johnny Walker
- Herbert Standing : Père Riordan
- Wesley Barry : un des frères d'Amarillye
- Frank Butterworth : un des frères d'Amarilly
- Antrim Short : un des frères d'Amarilly
- George Hackathorne : un des frères d'Amarilly
- Larry Steers : un ami de Gordon